# Timo Hoffmann
Pour les articles homonymes, voir Hoffmann.
Timo Hoffmann, né le 25 septembre 1974 à Eisleben, est un boxeur allemand de la catégorie poids lourds.

## Carrière
Champion d'Allemagne en 1999, un de ses combats les plus mémorables est celui contre Vitali Klitschko le 25 novembre 2011. Perdu aux points pour le compte du championnat d'Europe EBU, Hoffmann réussit cependant à tenir les douze rounds avec l'ukrainien. Ce n'est qu'en 2009 que Kevin Johnson parvient à un résultat similaire, les autres boxeurs vaincus ayant été arrêtés avant la fin du combat.